# Irene Huss - Guldkalven
Irene Huss - Guldkalven, es una película de crimen y misterio estrenada el 17 de septiembre de 2008 dirigida por Alexander Moberg. La película es la sexta entrega de la serie de películas que forman parte de Irene Huss, y está basada en el personaje principal de las novelas de la escritora sueca Helene Tursten.

## Historia
Una compañía de póquer en línea promete fama y fortuna, sin embargo todo comienza a salir mal y el sueño de tener mucho dinero desaparece, por otro lado tres hombres son brutalmente ejecutados en una de las zonas más famosas de Gotemburgo. Al inicio parece que no tienen nada en común, sin embargo al compleja investigación de los tres hombres muertos lleva a la oficial Irene Huss y sus colegas en un mundo de coches y casas de lujo, mentiras y engaños.
Mientras tanto la atmósfera tranquila de la familia Huss se verá perturbada cuando Irene comienza a sospechar que su esposo, Krister la está engañando con una mujer más joven.

## Personajes

### Personajes principales
| Actor             | Personaje       | Ocupación            |
| ----------------- | --------------- | -------------------- |
| Angela Kovács     | DI. Irene Huss  | Detective Inspectora |
| Reuben Sallmander | Krister Huss    | -                    |
| Lars Brandeby     | Sven Andersson  | -                    |
| Dag Malmberg      | Jonny Blom      | -                    |
| Emma Swenninger   | Birigtta Moberg | -                    |
| Anki Lidén        | Yvonne Stridner | -                    |
| Eric Ericson      | Fredrik Stridh  | -                    |
| Erik Bolin        | Philip Bergman  | -                    |
| Jens Hultén       | John            | -                    |
| Linus Wahlgren    | Stefan Wermling | -                    |
| Mikaela Knapp     | Jenny Huss      | -                    |
| Felicia Löwerdahl | Katarina Huss   | -                    |

### Personajes secundarios
| Actor                | Personaje       | Ocupación            |
| -------------------- | --------------- | -------------------- |
| Petra Hultgren       | Josefin         | -                    |
| Frederik Nilsson     | Magnus Roos     | -                    |
| Tuva Novotny         | Sanna Kaegler   | -                    |
| Zoltan Bajkai        | Simic           | -                    |
| Daniel Eriksson      | Thomas Bonetti  | -                    |
| Annika Nordin        | Ellinor Hansson | -                    |
| Anna Harling         | Synnöve         | -                    |
| Nicke Ludvigsson     | Johannes        | -                    |
| Andreas Papastefanou | Jocke           | -                    |
| Anna Söderling       | -               | Madre de Sanna       |
| Ingemar Carlehed     | -               | Padre de Sanna       |
| Erika Elfwencrona    | -               | Novia de Bonetti     |
| Martin Kjellgren     | -               | Oficial de Policía   |
| Fredrik Eriksson     | -               | Guardaespaldas       |
| Victor Gadderus      | -               | Doctor               |
| Anna-Lena Erlandson  | -               | Enfermera            |
| Patrik Willumsen     | -               | Compañero de Krister |
| Jesper Blomqvist     | -               | Vendedor             |
| Tove Wiréen          | -               | Madre                |

## Producción
La película fue dirigida por Alexander Moberg, escrita por Ulf Kvensler (en el guion) y basado en la novela de Helene Tursten.
Producida por Johan Fälemark y Hillevi Råberg, en coproducción con Lotta Dolk, Tomas Eskilsson y Hans-Wolfgang Jurgan, en asociación con el productor de línea Daniel Ahlqvist (también conocido como Daniel Gylling), los productores asociados Morten Fisker, Søren Stærmose y Mikael Wallen, y los productores ejecutivos Peter Hiltunen y Ole Søndberg.
La música estuvo bajo el cargo de Thomas Hagby y Fredrik Lidin.
La cinematografía estuvo en manos de Håkan Holmberg, mientras que la edición por Fredrik Morheden.
La película fue estrenada el 17 de septiembre de 2008 en Suecia en con una duración de 1 hora con 27 minutos. 
Contó con la participación de las compañías de producción "Illusion Film & Television" y "Yellow Bird", en co-participación con "ARD Degeto Film", "Kanal 5" y "Film Väst".
En el 2008 en Suecia por "Kanal 5" en televisión y "Nordisk Film" por DVD, en el 2009 por "Arbeitsgemeinschaft der öffentlich-rechtlichen Rundfunkanstalten der Bundesrepublik Deutschland (ARD)" en Alemania por televisión y en los Países Bajos en el 2010 por "Lumière Home Entertainment" en DVD y en 2012 por "Film1" en televisión limitada. Otras compañías que participaron fueron "Film Finances".

### Emisión en otros países
| País         | Título                                          | Fecha de Estreno                             |
| ------------ | ----------------------------------------------- | -------------------------------------------- |
| Alemania     | Irene Huss, Kripo Göteborg - Der erste Verdacht | 15 de agosto de 2009 (estreno en televisión) |
| Dinamarca    | Irene Huss: Guldkalven                          | -                                            |
| Finlandia    | Irene Huss: Kultavasikka                        | -                                            |
| Noruega      | Irene Huss - Gullkalven                         | -                                            |
| Países Bajos | -                                               | 27 de abril de 2010                          |
| Polonia      | Inspektor Irene Huss - Zabójcze domino          | -                                            |